# Пєцки
Пєцки (Piecky) — каньйон в Словаччині; знаходиться в масиві Словацький Рай. Розташований біля села Грабушиці.
В ущелині розміщаються 3 водоспади. Через ущелину проходить екологічна стежка.